# 黑龙江谷地

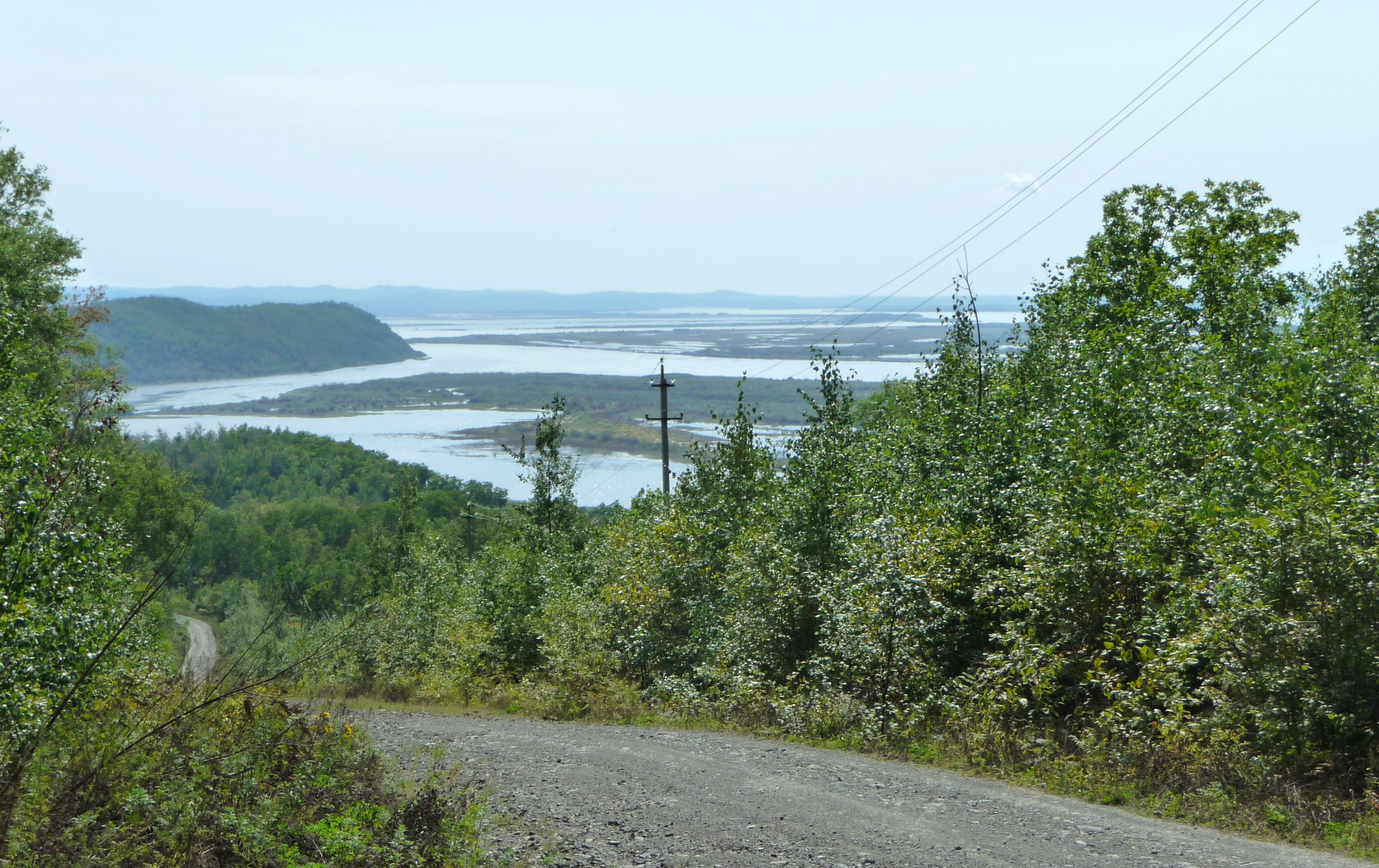
黑龍江谷地

黑龙江谷地，大兴安岭山地位于黑龙江省的西北部，其北部和东北就是黑龙江谷地，南部与与松嫩平原相连。其地肥沃適合種植，但一年有7個月冰封，作物種類受限。
過去黑龙江省嫩江流域、黑龙江谷地和三江平原广大荒芜地域共稱北大荒，人煙稀少，但20世纪50至70年解放軍组织复员改行军人、农民、知识青年举行了大范围的垦殖，開拓了一批国营农场，已建成高机械化水平的粮食基地，北大荒已变为北大仓。